# Caloptilia gladiatrix
Caloptilia gladiatrix là một loài bướm đêm thuộc họ Gracillariidae. Nó được tìm thấy ở Trung Quốc (Thượng Hải).